# Big Star Records
Big Star Records é uma gravadora da Austrália.